# National Grid plc
National Grid plc este o companie britanică de utilități, prezentă de asemenea în Statele Unite ale Americii și Australia. Listată pe London Stock Exchange cu simbolul NG. și componentă a indicelui FTSE 100, compania este alcătuită din patru divizii:
- National Grid Australia
- National Grid Electricity Transmission plc
- National Grid Gas plc
- National Grid USA

În anul 2007, compania a achiziționat compania americană KeySpan pentru suma de 11,7 miliarde USD